# 獨立鎮區 (阿肯色州李縣)
獨立鎮區（英語：Independence Township）是位於美國阿肯色州李縣的一個行政鎮區。

## 地方資料
獨立鎮區的面積為329.53平方千米，當中陸地面積為319.50平方千米，而水域面積為10.03平方千米。根據2010年美國人口普查的數據，當地共有人口5266人，而人口密度為每平方千米15.98人。